# 岡拓哉
岡 拓哉（おか たくや、1991年9月11日 - ）は、新潟テレビ21のアナウンサー。

## 経歴・人物
新潟県小千谷市出身。新潟県立長岡高等学校、法政大学を卒業した。小学3年から野球を始め、長岡高校ではエースで4番を務めた。岡は高校野球を経験して得たものについて「私にとって、目標に向かうためにモチベーションを持つことの原点は高校野球です。目標を持つことの大切さを学べたと思います。」と述べている。
2014年、新潟テレビ21に入社した。1年目は警察・司法記者クラブやスポーツを担当し、2年目は朝の情報番組「にいがたLive!ナマ+トク」の初代MCとなり、2019年3月まで担当した。2017年から2019年まで、3年連続で夏の高校野球新潟大会決勝の実況を担当した、ほか全国高等学校柔道選手権新潟大会など、野球以外のスポーツの実況を担当することもある。
日刊スポーツのウェブサイトでは試合に関するコラムを担当している。
現在は新潟市秋葉区に在住する。2児の父である。アナウンサーとしての座右の銘ならびにモットーは「和而不同」「雨垂れ石を穿つ」。趣味はスポーツ全般、愛犬との散歩、料理など。

## 出演番組
- スーパーJにいがた
- テレメンタリー2024（ナレーション）[8]
- 能登半島地震1年 新潟の現在地

### 過去の出演番組
- にいがたLive!ナマ+トク